# Палладій (Ганкевич)
Архієпископ Палладій (в житті Павєл Федорович Ганкевич; 17 серпня 1823, Городецьке — 13 січня 1893) — білоруський церковний діяч Російської імперії. Єпископ Відомства православного сповідання Російської імперії, єпископ Виборзький, вікарій Санкт-Петербурзької єпархії, єпископ Ладозький; Тамбовський і Шацький.
В Україні — архієпископ Волинський і Житомирський.

## Біографія
Народився 17 серпня 1823 в сім'ї священика села Городецького, Чаусовського повіту, Могильовської губернії.
У 1847 році закінчив Могильовську духовну семінарію і в 1851 році — Санкт-Петербурзьку духовну академію.
З 29 вересня 1851 — викладач Могильовської духовної семінарії.
8 грудня 1852 — кандидат богослов'я.
27 вересня 1853 висвячений на священика.
10 лютого 1854 — магістр богослов'я.
З 1857 року — ключар Могильовського собору.
21 грудня 1859 — інспектор Могильовської духовної семінарії.
16 серпня 1860 пострижений у чернецтво і возведений у сан ігумена.
30 грудня 1862 возведений у сан архімандрита.
З 26 квітня 1863 — ректор Могильовської духовної семінарії та настоятель Могильовського Братського першокласного монастиря.
22 серпня 1871 хіротонізований на єпископа Виборзького, вікарія Санкт-Петербурзької єпархії.
З 28 вересня 1873 — єпископ Ладозький, вікарій Санкт-Петербурзької єпархії.
З 9 вересня 1876 — єпископ Тамбовський і Шацький.
За його ініціативою в 1877 році був відновлений Тамбовський церковно-історичний комітет, який об'єднав найкращих церковних істориків єпархії.
У 1879 році організував урочисте святкування 200-річного ювілею Тамбовської духовної семінарії.
З 12 лютого 1885 — голова Навчальної Ради при Святійшому Синоді.
З 4 травня 1885 — архієпископ Волинський і Житомирський.
25 листопада 1889 звільнений на спокій, відповідно до прохання. Перебував на спокої у Почаївській Успенській Лаврі.
Помер 13 січня 1893. Похований в Почаївській Лаврі.